# Mariliana
|  | Dieser Artikel wurde aufgrund von formalen oder inhaltlichen Mängeln in der Qualitätssicherung Biologie im Abschnitt „Insekten“ zur Verbesserung eingetragen. Dies geschieht, um die Qualität der Biologie-Artikel auf ein akzeptables Niveau zu bringen. Bitte hilf mit, diesen Artikel zu verbessern! Artikel, die nicht signifikant verbessert werden, können gegebenenfalls gelöscht werden. Lies dazu auch die näheren Informationen in den Mindestanforderungen an Biologie-Artikel. Begründung: Beschreibung fehlt |

Mariliana ist eine Gattung der Bockkäfer aus der Unterfamilie Lamiinae. Diese Käfergattung ist ausschließlich in Südamerika verbreitet.
Die Gattung wird innerhalb der Unterfamilie Lamiinae zur Tribus Hemilophini gezählt, die insgesamt 126 Gattungen mit 539 Arten umfasst. Mariliana hat acht Arten:
Stand: 29. Januar 2015
- Mariliana amazonica Galileo & Martins, 2004[1] – Französisch-Guayana
- Mariliana bellula Martins & Galileo, 2013[2]  – Brasilien
- Mariliana cicadellida Galileo & Martins, 2004[1] – Bolivien und Peru
- Mariliana hovorei Galileo & Martins, 2005 – Ecuador
- Mariliana niveopicta Lane, 1970 – Brasilien
- Mariliana ocularis (Hope, 1846) – Argentinien und Brasilien
- Mariliana rupicola Lane, 1970 – Brasilien
- Mariliana sumpta Lane, 1970 – Brasilien